# Percina copelandi
 (novembre 2023).
Si vous disposez d'ouvrages ou d'articles de référence ou si vous connaissez des sites web de qualité traitant du thème abordé ici, merci de compléter l'article en donnant les références utiles à sa vérifiabilité et en les liant à la section « Notes et références ».
Espèce
Synonymes
- Rheocrypta copelandi Jordan, 1877[2] [3]

Statut de conservation UICN

 LC  : Préoccupation mineure
Le Fouille-roche gris, Percina copelandi, est une espèce de poissons de la famille des Percidae, et de la sous-famille des Etheostomatinae. Ce petit poisson d'Amérique du Nord vit dans le fond des rivières et des lacs. Sa longueur varie entre 40 et 65 mm. Sa couleur est brun olive avec des taches sombres rondes ou rectangulaires (généralement 9 à 10) sur la ligne latérale de ses flancs. Il se nourrit principalement de ce qu'il trouve dans les fonds, soit d'insectes, particulièrement de larves d'éphémères et de moucherons, mais aussi de débris et d'algues. Cette espèce est considérée comme menacée par la Loi Canadienne sur les Espèces en péril (LEP), et vulnérable au Québec en vertu de la Loi sur les espèces menacées et vulnérables (LEMV). Au niveau international, il a de nombreuses sous-populations et  l'Union internationale pour la conservation de la nature l'a évalué comme une « préoccupation mineure ».

## Description
C'est un petit poisson dont la taille varie entre 34 et 65 mm. Toutefois, certains spécimens atteignent 72 mm. Sa couleur est sable ou olive, et les taches de ses flancs sont brunes. Une tache sombre ou une barre peut être présente au-dessous de l'œil et s'étendre sur le museau. 8 à 10 taches oblongues sont présentes dur chaque flanc le long de la ligne latérale reliées par une fine ligne brune. Le frai mâle est plus sombre avec une tête noirâtre. Les nageoires sont transparentes ou légèrement mouchetée et la première dorsale a généralement 11 rayons.
Le Fouille-roche gris ressemble au Dard de rivière (Percina shumardi). Il peut être distingué du raseux-de-terre noir (Etheostoma nigrum) et du raseux-de-terre gris (E. olmstedi), qui ont seulement une épine anale plutôt que deux. Il diffère du Parapercis maculata en ayant généralement 11 rayons sur la première dorsale au lieu de 13 à 14.

## Distribution
Le poisson est originaire d'Amérique du Nord, où il a une distribution très localisée. Il est rare au Canada, mais des populations isolées peuvent être trouvées en Ontario et au Québec. En Ontario, on peut le trouver au Little Rideau Creek, dans les affluents de la Baie de Quinte, et dans les Lacs Érié et Sainte-Claire. Le long du corridor Huron-Érié, il a été recueilli à partir de la rivière sainte-Claire et de la rivière Détroit. Au Québec, il se produit dans certains affluents du Saint-Laurent et la rivière des Outaouais. Aux États-Unis, le fouille-roche gris est plus répandu, se retrouvant dans l'Ohio et les bassins versants inférieurs du Mississippi.

## Habitat et vie
Le Fouille-roche gris préfère les fosses et rapides de petites et moyennes rivières (Riffle-pool sequence (en)), mais peuvent également être trouvés dans des eaux peu profondes, et des zones de courant lent de grandes rivières. Les préférences de substrat de l'espèce sont le sable, le gravier ou la roche. Ce poisson a également été trouvé dans les lacs aux abords de plages de sable et de gravier où les vagues sont petites et le courant lent. Le frai a lieu au printemps et au début de l'été dans les zones en amont du cours d'eau où le courant est modéré à rapide, et le gravier fin ou en petites roches. Les mâles établissent le territoire de reproduction. Les femelles se reproduisent avec plusieurs mâles de façon successive et pondent 4 à 10 œufs dans chaque nid ; 350 à 700 œufs au total. Il n'y a pas de soins parentaux.